# 알라딘

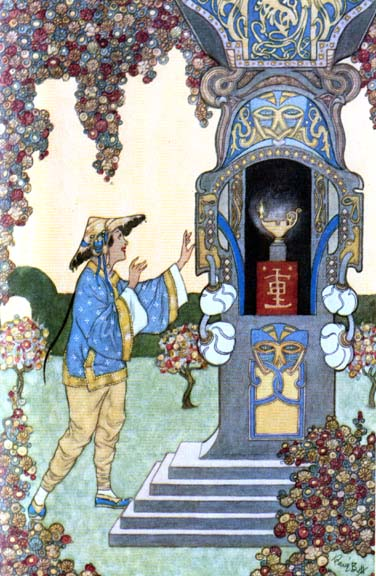
알라딘은 동굴 안에서 멋진 램프를 발견한다. 1898년 르네 불의 삽화.

알라딘과 마법의 램프(영어: Aladdin and the Wonderful Lamp, 시리아어: Alāʼ ad-Dīn, 줄임말: Alaa, 아랍어: علاء الدين), 줄여서 알라딘은 천일야화(千一夜話)의 아랍어 원전에는 수록되어 있지 않지만 가장 유명한 이야기 중 하나다. 여기서 알라딘은 이야기의 제목이자 남자 주인공의 이름으로 믿음 · 교리 · 종교의 숭고함을 의미한다. 이 이야기는 앙투안 갈랑(1646 - 1715)의 판본에 처음 추가되었다. 앙투안 갈랑은 시리아 마론파 교인 이야기꾼 한나 디야브(Hanna Diyab)에게서 들은 이야기를 덧붙였다고, 자신의 기록에 남겼기에 원래의 창작자는 한나 디야브로 여겨진다.

## 개요
원래 중동의 민속 설화인데, 마그레브의 마법사에게 붙잡혀 부비트랩이 설치된 마법의 동굴에서 요술 램프를 가져오는, 중국 마을의 가난한 소년 알라딘의 이야기다. 알라딘은 마법사의 속임수로 동굴에 갇히지만, 다행히 마법사에게서 빌린 마법 반지 한 개를 지니고 있었고, 절망 속에서 손을 비빌 때 무심코 반지를 문질렀더니 그를 어머니에게 데려가게 도와 줄 정령인 지니가 나타난다. 알라딘은 요술 램프를 가지고 집으로 돌아오고, 어느날 우연히 램프를 청소하다가 훨씬 더 강한 램프의 지니와 조우한다. 램프 속 지니의 도움으로 알라딘은 부자가 되고 황녀 바드룰바두르와 결혼한다. 지니는 알라딘에게 황궁보다도 훨씬 더 장엄한 아름다운 궁전을 지어 준다.
마법사는 돌아와서 요술 램프의 중요성을 모르는 바드룰바드루에게 헌 램프를 새 램프로 바꿔 주겠다며 램프를 넘겨 받는다. 그는 알라딘의 궁전, 아내, 부하 및 모든 재산을 마그레브(Maghreb)의 자기 집으로 옮기라고 램프 지니에게 주문한다. 반지를 다행히 안 놓친 알라딘은, 조금 더 작지만 어쨌든 반지의 지니 한 명을 소환한다. 반지의 지니가 램프의 지니가 쓴 마법을 바로 풀기엔 너무 약하는걸 말했지만 알라딘을 마그레브로 보내어 아내와 램프를 구하고 마법사를 죽여 버리게 돕는다. 마법사보다도 더 사악한 마법사 형이 복수하려 덤비자 이번에는 램프의 지니의 도움으로 그 형을 처단한다. 알라딘은 그의 장인이 별세하자 황위를 물려받고 모두가 행복하게 잘 살게 된다.

## 월트 디즈니
디즈니의 알라딘도 이 설화를 각색하지만 여기에서는 알라딘이 중국인이 아니라 아랍인으로 나오며 어머니가 없고 원숭이 아부가 나온다. 알라딘은 시장이나 시내에서 먹고 살려고 물건을 훔친다. 마법 동굴은 말하는 호랑이 얼굴의 모양이다. 마법사는 군주 밑에서 일하는 대신인 자파이고 자파는 풍뎅이 모양의 조각을 모아 동굴을 만든다. 그리고 지니는 여러 가지 아닌 세 가지 소원만 들어준다. 디즈니의 지니는 알라딘의 최후 소원으로 결국 자유의 몸으로 풀린다. 자파는 정령 지니로 변하고 싶다는 소원에 따라 지니가 되긴 하면서도 램프에 갇힌다.

## 출연 작품

### 애니메이션
- 《알라딘》 (1992)
- 《자파의 귀환》 (1994)
- 《알라딘과 도적의 왕》 (1996)

### 실사 작품
- 《알라딘》 (2019)

## 같이 보기
- 천일야화